# Stanisław Stefan Olszewski
Stanisław Stefan Olszewski herbu Ślepowron – wojski starodubowski od 1672 roku, sędzia grodzki oszmiański w latach 1667–1680.
W 1674 roku był elektorem Jana III Sobieskiego z powiatu oszmiańskiego.